# Mimocratotragus superbus
Mimocratotragus superbus är en skalbaggsart som beskrevs av Maurice Pic 1926. Mimocratotragus superbus ingår i släktet Mimocratotragus och familjen långhorningar. Inga underarter finns listade i Catalogue of Life.